# Cuadrilla de Añana
La Cuadrilla de Añana (en euskera Añanako Kuadrilla o Añanako Eskualdea) es una de las siete comarcas o cuadrillas en las que divide el territorio histórico de Álava. Se sitúa al suroeste de la provincia, con una superficie de 693,2 km² y engloba a los municipios de Añana, Armiñón, Berantevilla, Cuartango, Iruña de Oca, Lantarón, Ribera Alta, Ribera Baja, Valdegovía y Zambrana.
La sede de las instituciones comarcales se encuentra en la población de Rivabellosa en el municipio de Ribera Baja, aunque el municipio más poblado es Iruña de Oca que concentra aproximadamente al 37% de la población total (3.270 de los 8.879 habitantes).
La cuadrilla está dividida en dos zonas paisajísticas muy diferenciadas: los Valles Occidentales Alaveses que ocupan la mayor parte de la región, y la Llanada Alavesa en la que están incluidas las localidades de Nanclares de la Oca, Víllodas y Trespuentes, las tres en el municipio de Iruña de Oca.
En cuanto al clima, se recibe la influencia del Cantábrico por el norte y el Mediterráneo por el sur, por lo que podría definirse como un clima Cantábrico de interior. La orografía es asimismo singular, ya que está configurada por diferentes valles independientes entre sí.
Históricamente, han predominado las explotaciones agropecuarias y forestales, aunque en los últimos tiempos la industria ha empezado a considerarse un importante factor de desarrollo y se ha iniciado el fomento del potencial turístico.
Hasta 1840, el territorio estaba incluido en la Cuadrilla de Vitoria. Ese año la cuadrilla se divide en dos y se forma la actual Cuadrilla de Añana.
Limita al norte con las Cuadrillas de Ayala y Zuya y con la provincia de Burgos; al oeste con la provincia de Burgos; al sur con la Cuadrilla de Laguardia-Rioja Alavesa; y al este con las Cuadrillas de Vitoria y Campezo-Montaña Alavesa y con la provincia de Burgos.

## Lugares de interés
- Oppidum romano de Iruña-Veleia en Víllodas (Iruña de Oca).
- Jardín botánico y ruinas del monasterio de Santa Catalina de Badaya en Trespuentes (Iruña de Oca).
- Salinas romanas de Añana en Salinas de Añana (municipio de Añana).
- Torre de los Varona en Villanañe (Valdegovía).
- Torre de Orgaz y Torre del Condestable en Fontecha (Lantarón).
- Parque natural de Valderejo en el municipio de Valdegovía.
- Villa medieval de Armiñón.
- Castillo de Portilla y Castillo de Lanos en el municipio de Zambrana.

## Gobierno
La institución de administración y gobierno de la Cuadrilla de Añana y el resto de cuadrillas alavesas a excepción de la de Vitoria, es la Junta de Cuadrilla. Su función es la de administrar los servicios comarcales: gestión de aguas, luz, basuras, asesoramiento urbanístico y arquitectónico, promoción agroindustrial y sociocultural. Son además órganos de participación y consulta de los municipios que integran la cuadrilla. Los miembros de la Junta de Cuadrilla son llamados junteros y son elegidos a través de los concejales de cada ayuntamiento tras las elecciones municipales, de manera similar a la elección de los representantes de las diputaciones provinciales españolas (En las provincias vascas, son las Juntas Generales de cada territorio, elegidas directamente por los ciudadanos, las encargadas de elegir al Diputado General, cargo similar al de Presidente de la Diputación en las diputaciones provinciales). La Junta de Cuadrilla de Añana está compuesta por 20 junteros, de los cuales uno ejerce de presidente y otro de vicepresidente. La representación de cada municipio se reparte en función de la población de cada uno de ellos, siendo el actual reparto el siguiente:
- Iruña de Oca: 5 junteros
- Ribera Baja: 3 junteros
- Valdegovía: 3 junteros
- Lantarón: 2 junteros
- Ribera Alta: 2 junteros
- Añana: 1 juntero
- Armiñón: 1 juntero
- Berantevilla: 1 juntero
- Kuartango: 1 juntero
- Zambrana: 1 juntero

## Municipios
Lista de los municipios que componen la Cuadrilla de Añana. En negrita se destaca la localidad capital de cada municipio.
| #  | Municipio          | Concejos | Alcalde                              | Partido Político                                                                         | Población (2016) | % Población | Territorio km² |
| -- | ------------------ | --- | ------------------------------------ | ---------------------------------------------------------------------------------------- | ---------------- | ----------- | -------------- |
| 1  | Añana              | Atiega Salinas de Añana (sin concejo propio) | Juan Carlos Medina Martínez          | EAJ-PNV                                                                                  | 159              | 1,79%       | 21,92          |
| 2  | Armiñón            | Armiñón Estavillo | Juan Muñoz Bartolomé                 | EAJ-PNV                                                                                  | 234              | 2,64%       | 10,57          |
| 3  | Berantevilla       | Berantevilla Lacervilla Mijancas Santa Cruz del Fierro Santurde Tobera |                                      | Alternativa Indepiente Berantevilla - Berantevillako Alternatiba Independientea (Indep.) | 449              | 5,06%       | 35,73          |
| 4  | Cuartango          | Anda Apricano Echávarri de Cuartango Jocano Luna Marinda Sendadiano Urbina de Eza Ullívarri Cuartango Zuazo de Cuartango | Eduardo Fernández de Pinedo González | EAJ-PNV + PP                                                                             | 368              | 4,14%       | 84,39          |
| 5  | Iruña de Oca       | Montevite Nanclares de la Oca Ollávarre Trespuentes Víllodas | Miguel Ángel Montes Sánchez          | PSE-EE/PSOE                                                                              | 3.270            | 36,83%      | 53,25          |
| 6  | Lantarón           | Alcedo Bergüenda Caicedo de Yuso Comunión Fontecha Leciñana del Camino Molinilla Puentelarrá Salcedo Sobrón Turiso Zubillaga | Javier Uriarte Jairo                 | EAJ-PNV                                                                                  | 888              | 10%         | 61,77          |
| 7  | Ribera Alta        | Antezana de la Ribera Anúcita Arbigano Arreo Artaza-Escota Barrón Basquiñuelas Caicedo-Sopeña Hereña Lasierra Leciñana de la Oca Morillas Ormijana Paúl Pobes Subijana-Morillas Tuyo Viloria Villabezana Villaluenga Villambrosa | Jesús Berganza González              | EAJ-PNV                                                                                  | 745              | 8,39%       | 119,78         |
| 8  | Ribera Baja        | Igay Manzanos Melledes Quintanilla de la Ribera Rivabellosa Rivaguda | Miren Santamaría Martínez            | EAJ-PNV                                                                                  | 1.353            | 15,23%      | 27,74          |
| 9  | Valdegovía         | Acebedo Bachicabo Barrio Basabe Bóveda Caranca y Mioma Cárcamo Corro Espejo Fresneda Guinea Gurendes-Quejo Nograro Osma Pinedo Quintanilla Tobillas Tuesta Valderejo Valluerca Villamaderne Villanañe Villanueva de Valdegovía   | Juan Carlos Ramírez-Escudero Isusi   | EAJ-PNV                                                                                  | 1.015            | 11,43%      | 244,06         |
| 10 | Zambrana           | Berganzo Ocio Portilla Zambrana | Aitor Abecia Jiménez                 | Agrupación Indep. Zambrana                                                               | 398              | 4,48%       | 39,51          |
|    | Cuadrilla de Añana | |                                      |                                                                                          | 8.879 hab.       | 100%        | 698,72 km²     |

## Entidades de población de la Cuadrilla de Añana
|     | Nombre localidad         | Nombre oficial                     | Municipio    | Población 2019 |
| 1   | Nanclares de la Oca      | Nanclares de la Oca / Langraiz Oka | Iruña de Oca | 2.531          |
| 2   | Rivabellosa              | Ribabellosa                        | Ribera Baja  | 1.094          |
| 3   | Zambrana                 | Zambrana                           | Zambrana     | 323            |
| 4   | Berantevilla             | Berantevilla                       | Berantevilla | 313            |
| 5   | Víllodas                 | Víllodas/Billoda                   | Iruña de Oca | 305            |
| 6   | Trespuentes              | Trespuentes                        | Iruña de Oca | 272            |
| 7   | Espejo                   | Espejo                             | Valdegovía   | 249            |
| 8   | Ollávarre                | Ollávarre/Olabarri                 | Iruña de Oca | 245            |
| 9   | Manzanos                 | Manzanos                           | Ribera Baja  | 180            |
| 10  | Puentelarrá              | Puentelarrá/Larrazubi              | Lantarón     | 168            |
| 11  | Zuazo de Cuartango       | Zuhatzu Kuartango                  | Cuartango    | 151            |
| 12  | Salinas de Añana         | Salinas de Añana / Gesaltza Añana  | Añana        | 144            |
| 13  | Pobes                    | Pobes                              | Ribera Alta  | 139            |
| 14  | Villanueva de Valdegovía | Villanueva de Valdegovía           | Valdegovía   | 121            |
| 15  | Estavillo                | Estavillo                          | Armiñón      | 119            |
| 16  | Fontecha                 | Fontecha                           | Lantarón     | 115            |
| 17  | Salcedo                  | Salcedo                            | Lantarón     | 114            |
| 18  | Armiñón                  | Armiñón                            | Armiñón      | 106            |
| 19  | Villanañe                | Villanañe                          | Valdegovía   | 98             |
| 20  | Zubillaga                | Zubillaga                          | Lantarón     | 96             |
| 21  | Comunión                 | Comunión/Komunioi                  | Lantarón     | 92             |
| 22  | Tuyo                     | Tuyo                               | Ribera Alta  | 83             |
| 23  | Subijana-Morillas        | Subijana-Morillas                  | Ribera Alta  | 78             |
| 24  | Tuesta                   | Tuesta                             | Valdegovía   | 77             |
| 25  | Anúcita                  | Anuntzeta/Anúcita                  | Ribera Alta  | 76             |
| 26  | Bóveda                   | Bóveda                             | Valdegovía   | 66             |
| 27  | Bergüenda                | Bergonda/Bergüenda                 | Lantarón     | 63             |
| 28  | Montevite                | Montevite/Mandaita                 | Iruña de Oca | 58             |
| 29  | Sobrón                   | Sobrón                             | Lantarón     | 56             |
| 30  | Caicedo de Yuso          | Caicedo de Yuso                    | Lantarón     | 50             |
| 31  | Santa Cruz del Fierro    | Santa Cruz del Fierro              | Berantevilla | 47             |
| 32  | Leciñana del Camino      | Leciñana del Camino/Leziñana       | Lantarón     | 44             |
| 33  | Antezana de la Ribera    | Antezana de la Ribera              | Ribera Alta  | 42             |
| 34  | Mijancas                 | Mijancas                           | Berantevilla | 42             |
| 35  | Turiso                   | Turiso                             | Lantarón     | 42             |
| 36  | Paúl                     | Paul                               | Ribera Alta  | 41             |
| 37  | Berganzo                 | Berganzo                           | Zambrana     | 38             |
| 38  | Gurendes                 | Gurendes                           | Valdegovía   | 37             |
| 39  | Caicedo-Sopeña           | Caicedo-Sopeña                     | Ribera Alta  | 36             |
| 40  | Ocio                     | Ocio                               | Zambrana     | 34             |
| 41  | Anda                     | Anda                               | Cuartango    | 33             |
| 42  | Ormijana                 | Ormijana                           | Ribera Alta  | 33             |
| 43  | Bachicabo                | Bachicavo                          | Valdegovía   | 32             |
| 44  | Jocano                   | Jokano                             | Cuartango    | 32             |
| 45  | Hereña                   | Hereña                             | Ribera Alta  | 31             |
| 46  | Osma                     | Osma                               | Valdegovía   | 31             |
| 47  | Melledes                 | Melledes                           | Ribera Baja  | 30             |
| 48  | Corro                    | Corro                              | Valdegovía   | 28             |
| 49  | Morillas                 | Morillas                           | Ribera Alta  | 28             |
| 50  | Cárcamo                  | Karkamu                            | Valdegovía   | 26             |
| 51  | Alcedo                   | Alcedo                             | Lantarón     | 25             |
| 52  | Villabezana              | Villabezana                        | Ribera Alta  | 25             |
| 53  | Villamaderne             | Villamaderne                       | Valdegovía   | 25             |
| 54  | Viloria                  | Viloria                            | Ribera Alta  | 25             |
| 55  | Andagoya                 | Andagoia                           | Cuartango    | 23             |
| 56  | Mioma                    | Mioma                              | Valdegovía   | 23             |
| 57  | Arbígano                 | Arbigano                           | Ribera Alta  | 20             |
| 58  | Barrio                   | Barrio                             | Valdegovía   | 20             |
| 59  | Fresneda                 | Fresneda                           | Valdegovía   | 20             |
| 60  | Quintanilla de la Ribera | Quintanilla de la Ribera           | Ribera Baja  | 20             |
| 61  | Sendadiano               | Sendadiano                         | Cuartango    | 20             |
| 62  | Apricano                 | Aprikano                           | Cuartango    | 18             |
| 63  | Echávarri de Cuartango   | Etxabarri-Kuartango                | Cuartango    | 18             |
| 64  | Escota                   | Escota/Axkoeta                     | Ribera Alta  | 18             |
| 65  | Pinedo                   | Pinedo                             | Valdegovía   | 18             |
| 66  | Santurde                 | Santurde                           | Berantevilla | 18             |
| 67  | Villambrosa              | Villambrosa                        | Ribera Alta  | 17             |
| 68  | Lacervilla               | Lacervilla                         | Berantevilla | 16             |
| 69  | Rivaguda                 | Ribaguda                           | Ribera Baja  | 16             |
| 70  | Tobillas                 | Tobillas                           | Valdegovía   | 16             |
| 71  | Urbina de Eza            | Urbina Eza                         | Cuartango    | 16             |
| 72  | Barrón                   | Barrón                             | Ribera Alta  | 15             |
| 73  | Guinea                   | Guinea                             | Valdegovía   | 15             |
| 74  | Portilla                 | Portilla/Zabalate                  | Zambrana     | 15             |
| 75  | Villaluenga              | Villaluenga                        | Ribera Alta  | 15             |
| 76  | Basabe                   | Basabe                             | Valdegovía   | 13             |
| 77  | Lasierra                 | Lasierra                           | Ribera Alta  | 13             |
| 78  | Atiega                   | Atiega/Atiaga                      | Añana        | 12             |
| 79  | Caranca                  | Caranca                            | Valdegovía   | 12             |
| 80  | Lalastra                 | Lalastra                           | Valdegovía   | 12             |
| 81  | Artaza                   | Artaza/Artatza                     | Ribera Alta  | 11             |
| 82  | Valluerca                | Valluerca                          | Valdegovía   | 11             |
| 83  | Villamanca               | Villamanca                         | Cuartango    | 11             |
| 84  | Igay                     | Igay                               | Ribera Baja  | 10             |
| 85  | Leciñana de la Oca       | Leciñana de la Oca                 | Ribera Alta  | 10             |
| 86  | Molinilla                | Molinilla                          | Lantarón     | 10             |
| 87  | Santa Eulalia            | Santa Eulalia                      | Cuartango    | 10             |
| 88  | Arriano                  | Arriano                            | Cuartango    | 9              |
| 89  | Luna                     | Luna                               | Cuartango    | 8              |
| 90  | Nograro                  | Nograro                            | Valdegovía   | 9              |
| 91  | Nuvilla                  | Nuvilla                            | Ribera Alta  | 9              |
| 92  | Quintanilla              | Quintanilla                        | Valdegovía   | 9              |
| 93  | Astúlez                  | Astúlez/Estuliz                    | Valdegovía   | 8              |
| 94  | Bellojín                 | Bellojín                           | Valdegovía   | 8              |
| 95  | Tobera                   | Tobera                             | Berantevilla | 8              |
| 96  | Ullívarri Cuartango      | Uribarri Kuartango                 | Cuartango    | 8              |
| 97  | Archúa                   | Artxua / Archúa                    | Cuartango    | 7              |
| 98  | Arreo                    | Arreo                              | Ribera Alta  | 7              |
| 99  | Quejo                    | Quejo                              | Valdegovía   | 7              |
| 100 | Escanzana                | Escanzana                          | Berantevilla | 6              |
| 101 | Basquiñuelas             | Basquiñuelas                       | Ribera Alta  | 5              |
| 102 | Guillarte                | Guillarte/Gibilloarrate            | Cuartango    | 5              |
| 103 | San Miguel               | San Miguel                         | Ribera Alta  | 5              |
| 104 | Castillo Sopeña          | Castillo Sopeña                    | Ribera Alta  | 3              |
| 105 | Acebedo                  | Acebedo                            | Valdegovía   | 3              |
| 106 | Lacorzanilla             | Lacorzanilla                       | Berantevilla | 3              |
| 107 | Catadiano                | Katadiano                          | Cuartango    | 2              |
| 108 | Lahoz                    | Lahoz                              | Valdegovía   | 2              |
| 109 | Iñurrieta                | Iñurrieta                          | Cuartango    | 1              |
| 110 | Marinda                  | Marinda                            | Cuartango    | 1              |
| 111 | Tortura                  | Tortura                            | Cuartango    | 1              |
| 112 | Ribera                   | Ribera                             | Valdegovía   | 0              |
| 113 | Villamardones            | Villamardones                      | Valdegovía   | 0              |

Nota: en negrita las capitales de municipios.